# Železniční trať Petrohrad–Moskva
Železniční trať Petrohrad–Moskva, také zvaná Nikolajevská železnice (rusky Николаевская железная дорога – Nikolajevskaja železnaja doroga), je 650 kilometrů dlouhá vysokorychlostní trať v Rusku spojující hlavní město Moskvu s Petrohradem. Dopravu na ní provozuje společnost Okťabrskaja železnaja doroga patřící pod Ruské železnice.
Jedná se o druhou nejstarší železnici v Rusku, neboť byla vystavěna v letech 1842–1851. Zároveň se jedná o jednu z nejdůležitějších ruských železnic a od roku 2009 první ruskou vysokorychlostní železnici; vlaky Sapsan zde jezdí rychlostí 250 km/h a cesta jim trvá čtyři hodiny.